# Nikola Kalinić
Nikola Kalinić (hr [nǐkola kǎlinitɕ]; n. 5 ianuarie 1988) este un fotbalist profesionist croat care joacă pe postul de atacant pentru clubul italian Hellas Verona și pentru echipa națională a Croației.
Kalinić și-a început cariera la Hajduk Split în Croația natală, înainte de a fi transferat de clubul englez Blackburn Rovers pentru 6 milioane de lire sterline în 2009. După ce a marcat rar în cele două sezoane jucate în Premier League, a plecat la echipa ucraineană Dnipro Dnipropetrovsk, ajutând-o să ajungă la finala UEFA Europa League din 2015. El a jucat apoi în Serie A pentru Fiorentina și AC Milan, după care a semnat un contract cu echipa spaniolă Atletico Madrid înainte de sezonul 2018-2019, câștigând Supercupa Europei 2018.
Kalinić a debutat pentru Croația în 2008 și a reprezentat națiunea la trei Campionate Europene. El a făcut parte din echipa Croației, care a ajuns în finala Campionatului Mondial din 2018, însă Kalinić a fost trimis acasă după doar un meci.

## Cariera pe echipe

### Primii ani
Născut în orașul Solin din apropiere de Split, Kalinić și-a început cariera la Hajduk Split. El și-a făcut debutul în sezonul 2005-2006 al Prva HNL, la varsta de 17 ani. La 1 august 2006, el a fost  împrumutat la echipa Pula Staro Češko (acum Istra 1961) pentru a căpăta experiență. În timpul împrumutului la Pula, a avut un început greoi de campionat, prinzând puține meciuri din cauză că era prea tânăr. În ciuda faptului că nu a jucat prea mult pentru această echipă, el a reușit să se adapteze și să marcheze 3 goluri în 12 meciuri de campionat.
Primul gol al lui Kalinić la Prva HNL a fost victoria de 2-0 împotriva lui Kamen Ingrad, la 23 septembrie 2006, când a marcat o dublă. La sfârșitul scurtei sale perioade petrecute la Pula, antrenorul Krunoslav Jurčić a fost impresionat în mare măsură de el, declarând că ar putea deveni următorul Zlatan Ibrahimović.
În ciuda intențiilor sale de a rămâne la Pula, Kalinić s-a întors la Hajduk și a fost imediat trimis sub formă de împrumut la Šibenik, unde a primit câteva șanse, marcând trei goluri în opt apariții.

### Hajduk Split
După ce și-a arătat clar capacitatea de a se adapta la rigorile campionatului croat, Kalinić s-a întors la Hajduk și a devenit titular. El și-a făcut debutul împotriva lui Cibalia intrând ca rezervă, apoi a început ca titular în victoria cu 2-1 împotriva lui Osijek la stadionul Poljud. A fost al doilea cel mai bun marcator al echipei, cu 17 goluri marcate în campionat, fiind doar în urma lui Zelimir Terkes, care a marcat 21 de goluri. Cu toate acestea, a fost o mare realizare pentru tânăr, care și-a stabilit inițial o țintă de 15 goluri. El a terminat sezonul 2007-2008 pe locul cinci cu Hajduk în campionat, ajutându-și de asemenea echipa să ajungă în finala Cupei Croației în același sezon. A încheiat anul cu 26 de goluri în toate competițiile, primind renumitul Premiu Lebăda de Aur  din partea Asociației Presei Croate.
Kalinić a început sezonul următor marcând cel de-al doilea gol în victoria lui Hajduk, de 0-4, împotriva adversarei  malteze Birkirara, trecând astfel în următoarea rundă de calificare pentru Cupa UEFA din 2008-2009. În derbyul lui Hajduk împotriva rivalei din campionat, Dinamo Zagreb, Kalinić a marcat primul gol dintr-o lovitură de pedeapsă. Hajduk a reușit să câștige meciul cu 2-0 și să o depășească pe Dinamo în clasament.
Kalinić a fost în probe pentru o săptămână la echipa engleză Portsmouth la sfârșitul lunii iulie 2009, în urma cărora Portsmouth trebuia să plătească 6 milioane de lire sterline. Cu toate acestea, mutarea a căzut din motive financiare. La 31 iulie 2009, Kalinić a fost puternic curtat de un alt club din Premier League, Blackburn Rovers. Mai târziu, în acea zi, agentul jucătorului a confirmat că Kalinić a fost la Blackburn și a discutat cu clubul pe 30 și 31 în ceea ce privește transferul său pe Ewood Park. Impresarul jucătorului a confirmat, de asemenea, că cluburile s-au înțeles asupra sumei de transfer de 7 milioane de euro. Jucătorul a declarat că clubul din Lancashire se aștepta la „lucruri mari” de la el.
La 1 august 2009, mutarea s-a făcut după ce președintele clubului Hajduk, Mate Peroš, a confirmat că Blackburn a făcut cea mai bună ofertă și că și-a adjudecat jucătorul. El a mai spus: „Negocierile cu clubul Blackburn Rovers s-au terminat foarte rapid”.

### Blackburn Rovers
La 3 august 2009, Kalinić a semnat cu Blackburn Rovers un contract pe patru ani. Suma de transfer a fost de în jur de 6 milioane de lire sterline. O săptămână mai târziu, Kalinić a primit un permis de muncă și a semnat oficial cu clubul. Cu toate acestea, debutul său a fost întârziat deoarece a trebuit să se întoarcă în țara sa pentru a-și lua permisul, ceea ce înseamnă că el nu a fost oficial înregistrat la timp pentru meciul de deschidere al sezonului al lui Rovers împotriva lui Manchester City. La 13 august a fost confirmat oficial ca jucător al Blackburn și a primit tricoul cu numărul 22 pentru sezonul 2009-2010, făcându-și debutul într-un meci cu Sunderland nouă zile mai târziu. La 27 octombrie, Kalinić a marcat primul gol pentru Blackburn împotriva lui Peterborough United în Cupa Ligii. El a marcat al doilea gol în sfertul de finală al competiției împotriva lui Chelsea,ratând un penalty la loviturile de departajare, însă nu a mai contat deoarece Blackburn avea să treacă mai departe.
Kalinić a marcat apoi al patrulea și al cincilea gol al sezonului cu două goluri marcate în meciul împotriva lui Aston Villa din returul semifinalei Cupei Ligii, primul fiind marcat cu capul, iar cel de-al doilea fiind marcat după un șut din careu. El a înscris primul gol în Premier League împotriva lui Wigan Athletic, cu capul dintr-un corner obținut de Morten Gamst Pedersen în minutul 76 în victoria scor 2-1. În martie 2010, el nu a reușit să dea nicio pasă primă repriză împotriva lui Birmingham City, o contraperformanță care nu a fost egalată de niciun jucător din Premier League până în august 2018.
Lui i-a fost înmânat tricoul cu numărul nouă de către antrenorul Sam Allardyce la începutul noului sezon de Premier League. În ciuda faptului că a pierdut o mare parte din pre-sezon, Kalinić a început bine sezonul 2010-2011, marcând singurul gol în victoria din prima etapă a lui Blackburn împotriva lui Everton de pe Ewood Park pe 14 august. La 28 decembrie 2010, el a marcat prima sa dublă în tricoul lui Blackburn într-un meci din deplasare, câștigat cu 1-3 în fața lui West Bromwich Albion de pe The Hawthorns, deși a fost ulterior eliminat în acest meci. După ce Sam Allardyce a fost demis din funcția de antrenor al echipei Blackburn, Kalinić nu a intrat în grațiile noului antrenor de la Blackburn, Steve Kean.

### Dnipro Dnipropetrovsk

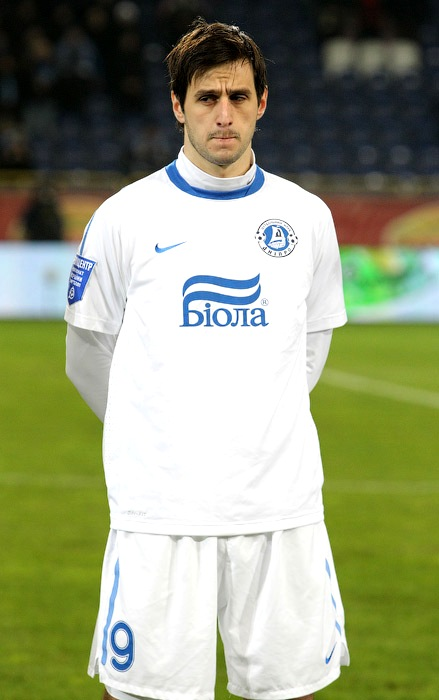
Nikola Kalinic la Dnipro

La 11 august 2011, Kalinić a semnat cu Dnipro Dnipropetrovsk din Prima Ligă Ucraineană pentru o sumă nefăcută public. El a debutat pentru echipă la 13 august 2011 intrând în a doua repriză împotriva campioanei en-titre Șahtior Donețk într-o înfrângere scor 3-1.În acest meci a marcat un gol, dar a fost eliminat după doar două minute după ce a marcat golul pentru că a dat cu cotul într-un adversar. Kalinić a înscris zece goluri în toate competițiile, atât în primul, cât și în al doilea sezon la echipa ucraineană.
La 27 mai 2015, Kalinić a deschis scorul cu capul în finala Ligii Europa împotriva deținătoarei trofeului Sevilla la Varșovia, dar echipa sa a pierdut în cele din urmă cu 2-3. Kalinić a marcat alte șase goluri pentru echipa sa până în finala Ligii Europa și alte 12 goluri în campionat, ducând numărul de goluri marcate în sezonul 2014-2015 la 19, cele mai multe din cariera sa.

### Fiorentina
În august 2015, Kalinić a semnat un contract cu Fiorentina. Transferul său a costat 5 milioane de euro. Debutul lui în Serie A a venit într-o victorie scor 2-0 împotriva lui AC Milan și a marcat apoi primul gol împotriva Bolognei într-un meci care sa încheiat tot cu 2-0. La 27 septembrie, Kalinić a marcat un hat-trick în deplasare cu Internazionale Milano într-o victorie scor 4-1. Datorită acestei victorii, Fiorentina a ajuns pe primul loc pentru prima dată în Serie A din sezonul 1998-1999. Opt săptămâni mai târziu, a marcat de două ori într-un meci împotriva lui Empoli o remiză scor 2-2.
Peste 11 luni a marcat un alt hat-trick împotriva lui Cagliari, deși echipa sa a fost învinsă cu 5-3. În acest sezon (la 15 aprilie 2017), a fost eliminat pentru prima oară împotriva lui Empoli. Arbitrul i-a arătat cartonașul roșu pentru protestele sale din finalul meciului.
La începutul sezonului 2017-2018, numărul purtat de Kalinić, 9, i-a fost dat lui Giovanni Simeone, iar Kalinić a primit în schimb numărul 99.

### AC Milan
La 22 august 2017, Kalinić a fost împrumutat de AC Milan, cu o clauză de cumpărare de 25 de milioane de euro. El a ales să poarte tricoul cu numărul 7. El și-a făcut debutul într-o victorie scor 2-1 pe San Siro împotriva lui Cagliari pe 27 august, intrând ca rezervă în minutul 78. La 17 septembrie, a marcat o dublă în primul său meci pentru Milan în Serie A împotriva lui Udinese câștigat de Milan cu 2-1.

### Atlético Madrid
La 9 august 2018, Atlético Madrid a semnat un contract pe trei ani cu Kalinić. Șase zile mai târziu, el a fost rezervă neutilizată în victoria obținută în fața rivalei Real Madrid în urma căreia echipa sa a câștigat Supercupa Europei din 2018 din Tallinn.
El a debutat la La Liga într-o înfrângere scor 0-2 cu Celta Vigo de pe 1 septembrie, intrând în minutul 56. La 8 decembrie 2018, a început ca titular meciul împotriva lui Alaves intrând în locul accidentatului Diego Costa și a marcat primul gol al echipei sale într-o victorie cu 3-0, după o centrare venită din partea Santiago Arias, fiind, de asemenea, primul gol marcat de el în acest sezon.
El a înscris primul gol pentru club cu capul în a doua repriză, iar echipa sa a trecut în șaisprezecimile Copei del Rey după ce a câștigat cu 5-0 la general.

## Cariera la națională
Kalinić a jucat un rol cheie în echipa națională de sub 21 de ani din Croația, reprezentându-și țara și la categoriile de vârstă sub 17 și sub 19 ani. El a devenit cunoscut la nivel internațional, la vârsta de 17 ani, în timpul Campionatului European de 17 ani al UEFA din 2005, când a terminat campania ca cel mai bun marcator al competiției 11 goluri. La categoria sub 19 ani, el a reușit să marcheze încă cinci goluri în timpul calificărilor la același turneu. El a marcat și un hat-trick împotriva Lituaniei în victoria croată cu 3-0, care i-a asigurat un loc la turneul de elită a Campionatului European de juniori UEFA în 2006.
Slaven Bilić și-a dorit să-l convoace pentru ultimele meciuri de calificare la Campionatul European din 2008, însă Kalinić s-a accidentat și a fost înlocuit în lot de Mario Mandžukić. Cu toate acestea, meciurile sale constante i-au adus un loc în lotul definitiv al Croației pentru Euro 2008. El a jucat primul meci pentru Croația pe 24 mai 2008, intrând în minutul în 62 victoria cu 1-0 obținută în fața Moldovei. A jucat în primul meci oficial pentru echipa națională la Euro 2008, în ultimul meci din grupă cu Polonia, intrând pe teren în locul lui Ivan Klasnić în victoria cu 1-0.
La 17 noiembrie 2010, Kalinić a marcat primul gol la națională, marcând cel de-al treilea gol în victoria cu Croația scor 3-0 acasă cu Malta în calificările pentru Euro 2012. La 9 februarie 2011, a marcat o dublă în victoria cu 4-2 asupra Cehiei într-un meci amical.
În iunie 2012, Kalinić l-a înlocuit pe Ivica Olić în lotul croat care a făcut deplasarea la Euro 2012 și a fost rezervă neutilizată pe durata competiției.
Kalinić a ratat Campionatul Mondial din 2014, dar a primit o convocare pentru un amical împotriva Argentinei în 2014, fiind din nou rezervă neutilizată.
În 2015, Kalinić s-a reîntors la națională. La Euro 2016 a înscris un gol și a dat o pasă de gol într-o victorie scor 2-1 într-un meci din grupe împotriva campioanei en-titre, Spania.
La 4 iunie 2018, Kalinić a fost numit în lotul de 23 de jucători al Croației pentru Campionatul Mondial din 2018 din Rusia. În a cincea zi a turneului, a fost trimis acasă după ce a refuzat să intre pe finalul primului meci al competiției cu Nigeria, susținând că s-a accidentat la spate. Kalinić a refuzat să ia parte din același și în meciul amical cu Brazilia de dinaintea turneului, precum și în timpul sesiunii de antrenament din ziua precedentă. În urma încheierii turneului, Kalinić trebuia să primească o medalie de argint pentru că a făcut parte din echipa croată, dar a refuzat-o.

## Statistici privind cariera

### Club
Până pe 9 martie 2019
| Club                     | Sezon         | Campionat | Campionat | Cupă    | Cupă   | Europa  | Europa | Total   | Total  |
| Club                     | Sezon         | Meciuri   | Goluri    | Meciuri | Goluri | Meciuri | Goluri | Meciuri | Goluri |
| ------------------------ | ------------- | --------- | --------- | ------- | ------ | ------- | ------ | ------- | ------ |
| Hajduk Split             | 2005–2006     | 6         | 0         | 1       | 0      | 0       | 0      | 7       | 0      |
| Istra 1961[1] (împrumut) | 2006–2007     | 12        | 3         | 1       | 0      | –       | –      | 13      | 3      |
| Šibenik (împrumut)       | 2006–2007     | 8         | 3         | –       | –      | –       | –      | 8       | 3      |
| Hajduk Split             | 2007–2008     | 25        | 17        | 7       | 9      | 4       | 0      | 36      | 26     |
| Hajduk Split             | 2008–2009     | 28        | 15        | 4       | 2      | 4       | 1      | 36      | 18     |
| Hajduk Split             | Total         | 59        | 32        | 12      | 11     | 8       | 1      | 79      | 44     |
| Blackburn Rovers         | 2009–2010     | 26        | 2         | 7       | 5      | –       | –      | 33      | 7      |
| Blackburn Rovers         | 2010–2011     | 18        | 5         | 2       | 1      | –       | –      | 20      | 6      |
| Blackburn Rovers         | Total         | 44        | 7         | 9       | 6      | –       | –      | 53      | 13     |
| Dnipro Dnipropetrovsk    | 2011–2012     | 19        | 10        | 0       | 0      | 2       | 0      | 21      | 10     |
| Dnipro Dnipropetrovsk    | 2012–2013     | 21        | 6         | 2       | 1      | 6       | 3      | 29      | 10     |
| Dnipro Dnipropetrovsk    | 2013–2014     | 19        | 6         | 0       | 0      | 4       | 1      | 23      | 7      |
| Dnipro Dnipropetrovsk    | 2014–2015     | 23        | 12        | 6       | 2      | 19      | 5      | 48      | 19     |
| Dnipro Dnipropetrovsk    | 2015–2016     | 4         | 3         | –       | –      | –       | –      | 4       | 3      |
| Dnipro Dnipropetrovsk    | Total         | 86        | 37        | 8       | 3      | 31      | 9      | 125     | 49     |
| Fiorentina               | 2015–2016     | 36        | 12        | 1       | 0      | 5       | 1      | 42      | 13     |
| Fiorentina               | 2016–2017     | 33        | 15        | 2       | 0      | 7       | 5      | 42      | 20     |
| Fiorentina               | Total         | 69        | 27        | 3       | 0      | 12      | 6      | 84      | 33     |
| AC Milan                 | 2017–2018     | 31        | 6         | 4       | 0      | 6       | 0      | 41      | 6      |
| Atlético Madrid          | 2018–2019     | 15        | 2         | 4       | 2      | 3       | 0      | 22      | 4      |
| Total carieră            | Total carieră | 324       | 117       | 41      | 22     | 60      | 16     | 425     | 155    |

1 Pe atunci cunoscută ca Pula Staro Češko.

### Internațional
| 2008  | 2  | 0  |
| 2009  | 1  | 0  |
| 2010  | 1  | 1  |
| 2011  | 8  | 3  |
| 2012  | 3  | 1  |
| 2013  | 5  | 1  |
| 2014  | 0  | 0  |
| 2015  | 6  | 2  |
| 2016  | 8  | 5  |
| 2017  | 6  | 2  |
| 2018  | 2  | 0  |
| Total | 42 | 15 |

### Goluri la națională
Rubrica scor indică scorul după golul sau golurile marcate de Kalinić.
| #   | Data               | Stadion                                               | Selecție | Adversar      | Scor  | Rezultat | Competiție                                        |
| --- | ------------------ | ----------------------------------------------------- | -------- | ------------- | ----- | -------- | ------------------------------------------------- |
| 1.  | 17 noiembrie 2010  | Stadionul Maksimir, Zagreb, Croația                   | 4        | Malta         | 3 -0  | 3-0      | Calificările pentru Campionatul European din 2012 |
| 2.  | 9 februarie 2011   | Stadionul Aldo Drosina, Pula, Croația                 | 5        | Cehia         | 2 -0  | 4-2      | Amical                                            |
| 3.  | 9 februarie 2011   | Stadionul Aldo Drosina, Pula, Croația                 | 5        | Cehia         | 3 -2  | 4-2      | Amical                                            |
| 4.  | 3 iunie 2011       | Stadionul Poljud, Split, Croația                      | 8        | Georgia       | 2 -1  | 2-1      | Calificare UEFA Euro 2012                         |
| 5.  | 25 mai 2012        | Stadionul Aldo Drosina, Pula, Croația                 | 13       | Estonia       | 2 -0  | 3-1      | Amical                                            |
| 6.  | 10 septembrie 2013 | Stadionul Jeonju Cupa Mondială, Jeonju, Coreea de Sud | 18       | Coreea de Sud | 2 -0  | 2-1      | Amical                                            |
| 7.  | 10 octombrie 2015  | Stadionul Maksimir, Zagreb, Croația                   | 24       | Bulgaria      | 3 -0  | 3-0      | Calificările pentru Campionatul European din 2016 |
| 8.  | 17 noiembrie 2015  | Olimp-2, Rostov-on-Don, Rusia                         | 26       | Rusia         | 1 -1  | 3-1      | Amical                                            |
| 9.  | 4 iunie 2016       | Stadionul Rujevica, Rijeka, Croația                   | 29       | San Marino    | 8 -0  | 10-0     | Amical                                            |
| 10. | 4 iunie 2016       | Stadionul Rujevica, Rijeka, Croația                   | 29       | San Marino    | 9 -0  | 10-0     | Amical                                            |
| 11. | 4 iunie 2016       | Stadionul Rujevica, Rijeka, Croația                   | 29       | San Marino    | 10 -0 | 10-0     | Amical                                            |
| 12. | 21 iunie 2016      | Nouveau Stade de Bordeaux, Bordeaux, Franța           | 30       | Spania        | 1 -1  | 2-1      | UEFA Euro 2016                                    |
| 13. | 6 octombrie 2016   | Stadionul Loro Boriçi, Shkodër, Albania               | 33       | Kosovo        | 6 -0  | 6-0      | Calificările pentru Campionatul Mondial din 2018  |
| 14. | 24 martie 2017     | Stadionul Maksimir, Zagreb, Croația                   | 35       | Ucraina       | 1 -0  | 1-0      | Calificările pentru Campionatul Mondial din 2018  |
| 15. | 9 noiembrie 2017   | Stadionul Maksimir, Zagreb, Croația                   | 39       | Grecia        | 2 -0  | 4-1      | Calificările pentru Campionatul Mondial din 2018  |

## Titluri

### Club
Hajduk Split
- Cupa Croației: 2007-2008, 2008-2009

Dnipro Dnipropetrovsk
- UEFA Europa League: finalist 2014-2015[57]

Atlético Madrid
- Supercupa Europei: 2018 [41]

Croația
- Campionatul Mondial: finalist 2018[58]

### Individual
- Aproape Speranța anului: 2007
- Golgheterul Campionatului Croației: 2008
- Jucătorul anului în Prva HNL: 2008[59]
- Echipa grupelor UEFA Europa League: 2016-2017[60]